# サッカームルシア自治州代表
サッカームルシア自治州代表（サッカームルシアじちしゅうだいひょう、英: Region of Murcia autonomous football team）は、スペイン・ムルシア州におけるサッカーの選抜チーム。スペインの一地方の選抜チームであり、欧州サッカー連盟(UEFA)や国際サッカー連盟(FIFA)に加盟していないため、UEFA欧州選手権やFIFAワールドカップなどの国際大会への出場資格はない。
2005年に代表チームが結成され、スペインや中国代表チームで指揮経験のあるホセ・アントニオ・カマーチョが監督に就任した。12月になると、各国の代表チームを呼んで親善試合を行うのが恒例になっている。2011年5月18日には、ロルカ地震のチャリティーマッチとして、かつてカマーチョが指揮を執ったことのあるレアル・マドリードと試合を行い、2-2で引き分ける大健闘を演じた。

## 過去の試合
| 2005年12月28日 | ムルシア自治州代表 | 1-1 | リトアニア          | ムルシア                                                                            |  |
| 21:00 CET      | ガルシア 51分      |     | Povilas Lukšys 85分 | 競技場: Estadio de La Condomina 観客数: 10,000 主審: ペドロ・ハビエル・マルティネス |  |

| 2006年12月30日 | ムルシア自治州代表                                                  | 3-0 | エクアドル | ムルシア                                                              |  |
| 18:00 CET      | カイク・マテオ 18分 · ジョアン・サモーラ 31分 · ペドロ・レオン 47分 |     |            | 競技場: ヌエバ・コンドミーナ 観客数: 7,000 主審: ベルナルベ・ガルシア |  |

| 2008年12月23日 | ムルシア自治州代表 | 1-1 | エストニア  | ロルカ                                                                 |  |
| 18:30 CET      | トチェ(PK) 44分    |     | キンク 15分 | 競技場: Estadio Cartagonova 観客数: 7,000 主審: マルティネス・フランコ |  |

| 2008年12月26日 | ムルシア自治州代表 | 1-0 | 赤道ギニア | カルタヘナ                                                             |  |
| 18:30 CET      | トチェ 1分         |     |            | 競技場: Estadio Cartagonova 観客数: 7,000 主審: マルティネス・フランコ |  |

| 2011年5月18日 | ムルシア自治州代表           | 2-2 | レアル・マドリード                              | ムルシア                                                                           |  |
| 19:00 CET     | ペペ (o.g.) 53分 · メカ 66分 |     | ベンゼマ 48分 · クリスティアーノ・ロナウド 68分 | 競技場: ヌエバ・コンドミーナ 観客数: 31,000 主審: グレゴリオ・ベルナルベ・ガルシア |  |

## 選手
2011年5月18日、レアル・マドリード戦招集メンバー
- ロルカ（ロルカ・アトレティコ）
- オリヴァレス（ロルカ・アトレティコ）
- ジョセミ（ロルカ・アトレティコ）
- ジャイメ（ロルカ・アトレティコ）
- セバス（ロルカ・アトレティコ）
- エイドリアン（ロルカ・アトレティコ）
- メカ（ロルカ・アトレティコ）
- ジュアンマ（ロルカ・アトレティコ）
- マリオ・サンチェス・マルティネス（FCカルタヘナ）
- トチェ（FCカルタヘナ）
- マリオ・マリン（レアル・ムルシア）
- ウルザイツ（レアル・ムルシア）
- ダニエル・アキーノ・ピントス（レアル・ムルシア）
- カイク・マテオ（エルチェCF）
- タト（アルバセテ・バロンピエ）
- ヴェルツァ（アルバセテ・バロンピエ）
- アルフレッド（アルバセテ・バロンピエ）
- アンドレス・フェルナンデス・モレノ（SDウエスカ）
- アルベルト・ボティア（スポルティング・ヒホン）
- アーカス（ラシン・サンタンデール）
- ミゲル・アンヘル・フェレール（当時、所属チーム無し）

また、ムルシア出身のペドロ・レオンがレアル・マドリード側でプレーした。

## 歴代監督
- ホセ・アントニオ・カマーチョ（2005年～）